# Wilhelm Carl zu Leiningen-Guntersblum

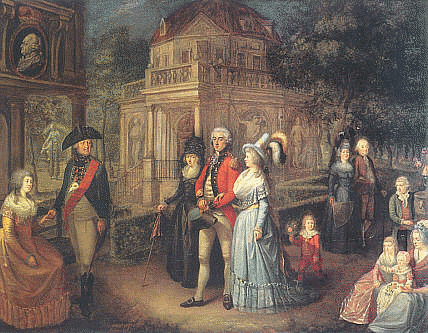
Johann Baptist Hoechele: Familienbild der Kinder Kurfürst Carl Theodors, 1790: Eleonore von Bretzenheim mit ihrem Gemahl Graf Wilhelm Carl zu Leiningen-Guntersblum (im Bildhintergrund rechts), im Zentrum Fürst Karl August von und zu Bretzenheim mit seiner Gemahlin und Schwester Friederike (in schwarz), links Karoline von Isenburg mit ihrem Mann

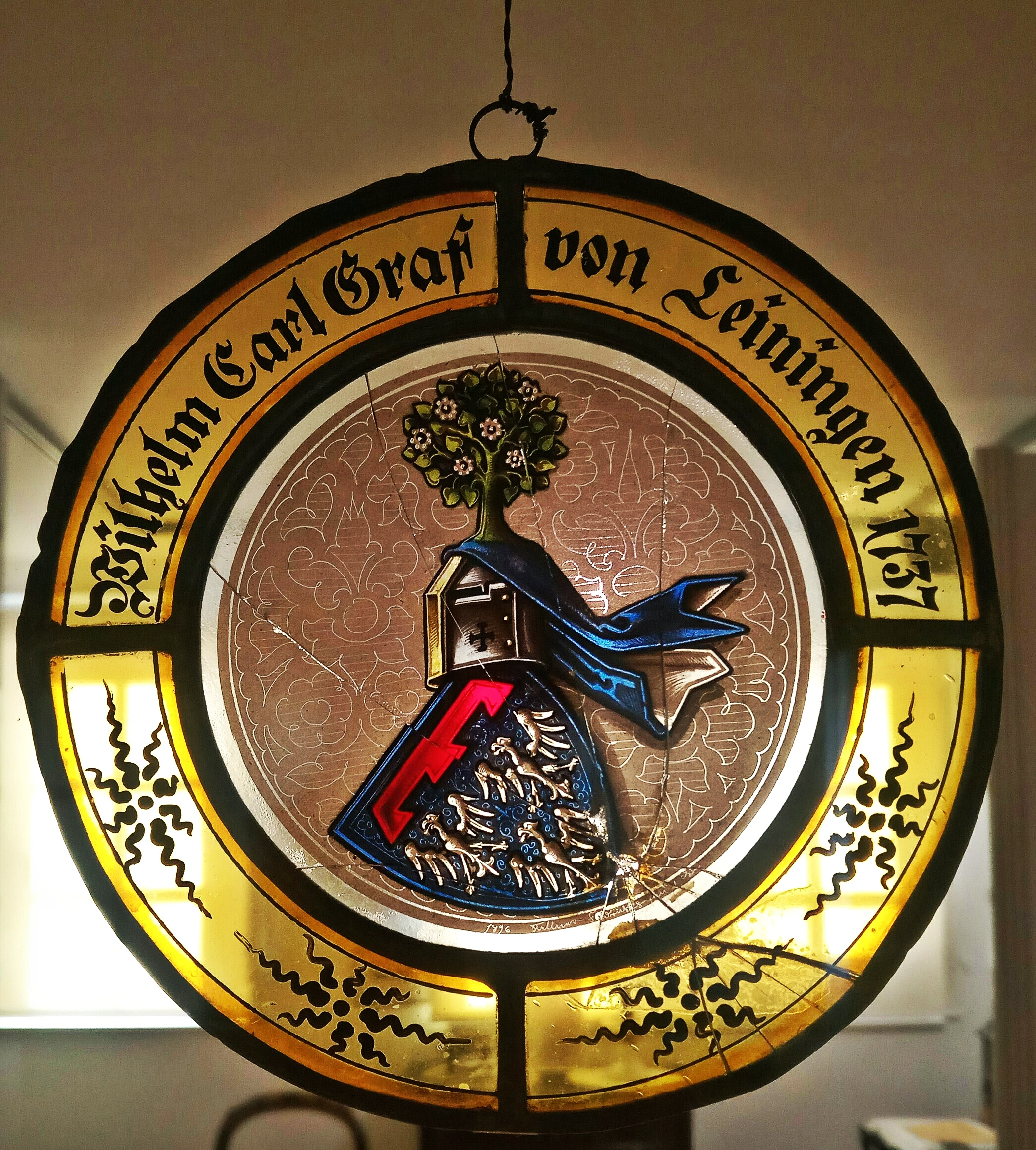
Glas-Wappenscheibe des Grafen, im Museum Grünstadt

Wilhelm Carl Graf zu Leiningen-Guntersblum (seit 1803 Leiningen-Billigheim) (* 5. Juli 1737; † 26. Januar 1809) war von 1787 bis 1806 ein Graf des Heiligen Römischen Reichs mit Sitz und Stimme im Wetterauer Grafenverein der weltlichen Bank beim Reichsfürstenrat. Von 1806 bis 1809 war er badischer Standesherr.

## Vorgeschichte
Wilhelm Carl gehörte der Hardenburger (auch Dagsburger) Linie des Hauses Leiningen an. Seine Eltern war Johann Franz, Graf von Leiningen-Dagsburg-Falkenburg (1698–1750) und Gräfin Charlotte von Walderode zu Eckhausen (1703–1745).
Sein Urgroßvater, der aus diesem Familienzweig entstammende Graf Johann Ludwig von Leiningen-Dagsburg-Falkenburg (1643–1687) lebte bzw. regierte in Guntersblum bei Worms. Dieser hatte aus einer ersten, inoffiziellen Verbindung mit Gräfin Amalie Sybille von Daun (Tochter des Grafen Wilhelm Wirich von Daun-Falkenstein), einen unehelichen Sohn (* 1673) mit gleichem Namen wie er selbst, welcher von der regulären Erbfolge ausgeschlossen war.
Graf Johann Ludwig von Leiningen-Falkenburg verließ seine Lebensgefährtin Amalie Sybille von Daun – mit der er nach eigenen Angaben in einer „Gewissensehe“ gelebt hatte – und verheiratete sich 1678 mit Sophia Sibylla Gräfin von Leiningen-Westerburg-Oberbronn. Die aus dieser nunmehr offiziellen Verbindung hervorgehenden Nachkommen wurden in der Linie Leiningen-Falkenburg erbberechtigt, erloschen jedoch 1774 im Mannesstamm, nachdem sie sich zuvor in die beiden Unterlinien Leiningen-Falkenburg-Guntersblum und Leiningen-Falkenburg-Heidesheim aufgeteilt hatten. Aus dem letzteren erloschenen Zweig (Falkenburg-Heidesheim) entstammte Maria Luise Albertine zu Leiningen-Dagsburg-Falkenburg (1729–1818), die Großmutter König Ludwig I. von Bayern. Beim Erlöschen des Mannesstammes der Linie Leiningen-Falkenburg zogen die Verwandten aus der Linie Leiningen-Dagsburg-Hardenburg (1779 gefürstet) alle Besitzungen von Leiningen-Falkenburg an sich.
Der uneheliche Sohn des Grafen Johann Ludwig von Leiningen-Falkenburg, der den gleichen Namen wie der Vater trug, hatte sich mit Ernestina, Gräfin von Velen und Meggen verheiratet. Deren Sohn Johann Franz (1698–1745) heiratete Charlotte Gräfin von Walderode-Eckhausen (verwitwete Gräfin von Formentini). Sie sind die Eltern von Wilhelm Carl zu Leiningen-Guntersblum.
Er und sein jüngerer Bruder Wenzel Joseph verklagten ihre Verwandten, die Fürsten zu Leiningen-Dagsburg-Hardenburg, beim Reichshofrat auf Herausgabe des 1774 eingezogenen Besitzes ihres Urgroßvaters bzw. reklamierten ihre Rechte auf Sukzession in ihrem leiningen-falkenburgischen Familienstamm, von der sie bisher wegen der unehelichen Geburt ihres Großvaters ausgeschlossen waren.
Entscheidungen des Reichshofrates vom 15. Februar 1782, vom 4. Februar 1783 und vom 19. August 1784 anerkannten ihre Ansprüche als berechtigt. Hierauf kam es schließlich zwischen ihnen und Fürst Carl Friedrich Wilhelm zu Leiningen-Dagsburg-Hardenburg, am 17. Januar 1787 zu einem Vergleich, durch den sie zu Souveränen der beiden leiningen-falkenburgischen Ämter Guntersblum und Heidesheim, mit den dort existierenden Schlössern der ausgestorbenen Linie erklärt wurden. Den Rest des eingezogenen leiningen-falkenburgischen Besitzes verblieb bei den Fürsten zu Leiningen-Dagsburg-Hardenburg.
So entstanden als Fortsetzung des bisher als erloschen gegoltenen Familienstammes Leiningen-Falkenburg die beiden eigenständigen Grafenhäuser Leiningen-Guntersblum unter Wilhelm Carl und Leiningen-Heidesheim unter dessen Bruder Wenzel Joseph.

## Leben

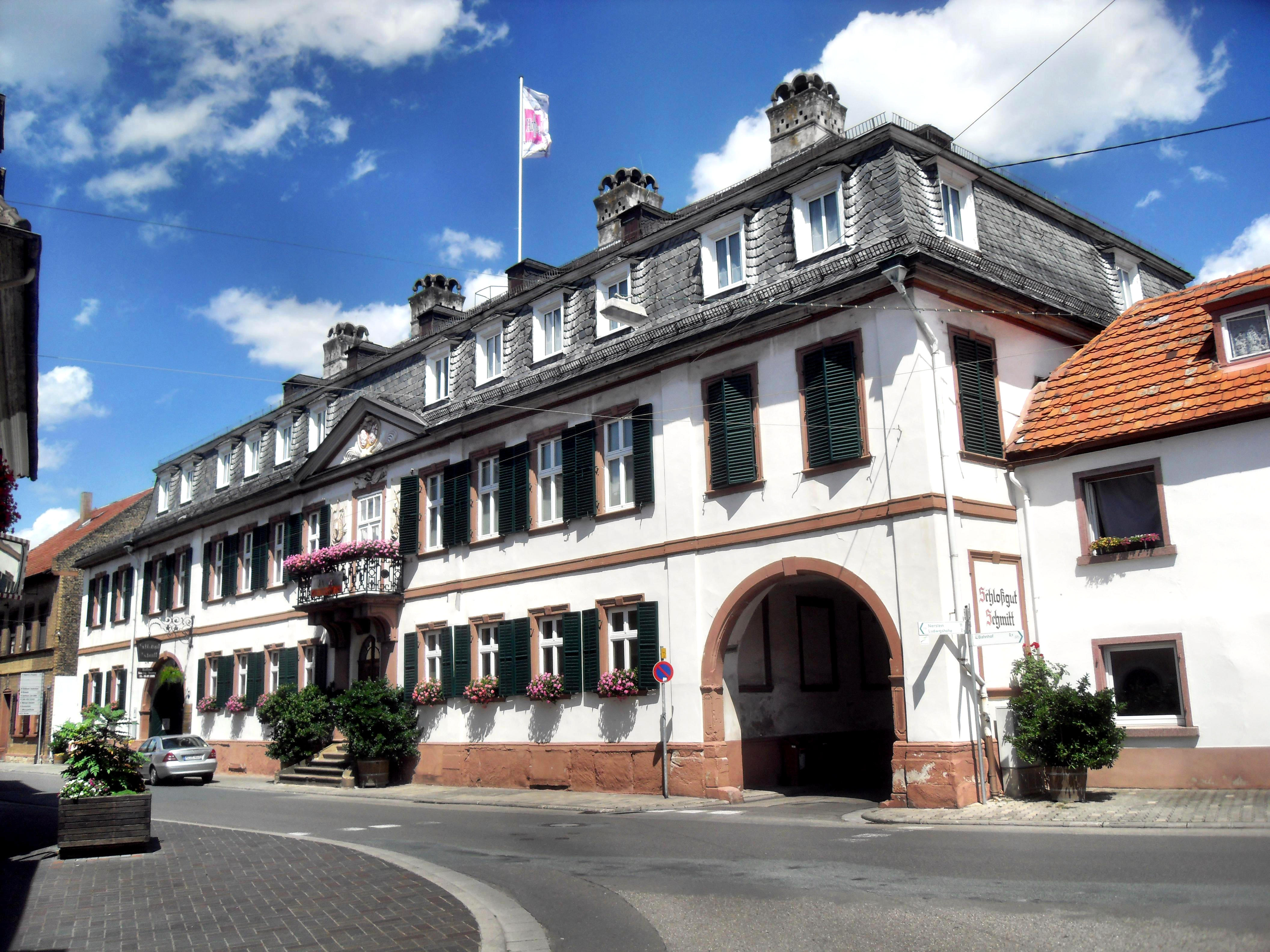
Das gräfliche Schloss zu Guntersblum (Neues Schloss)

Wilhelm Carl zu Leiningen erhielt infolge der geschilderten Umstände, 1787, aus dem Besitz seiner Vorfahren, das ehemals leiningen-falkenburgische Amt Guntersblum zurück und errichtete hier seinen eigenen gräflichen Staat Leiningen-Guntersblum. Er residierte zunächst im Alten Schloss, erbaute sich 1787 bis 1789 das Neue Schloss und musste schließlich vor den einfallenden Franzosen fliehen. Im Reichsdeputationshauptschluss erhielt der Graf als Ausgleich für sein 1801 an die Französische Republik gefallenes, linksrheinisches Territorium Guntersblum eine rechtsrheinische Entschädigung durch Übertragung der säkularisierten Kurmainzer Kellerei Billigheim und Gewährung einer Rente von 3.000 Gulden. Die Familienlinie nannte sich deshalb ab 1803 nicht mehr Leiningen-Guntersblum, sondern Leiningen-Billigheim. 1806 wurde die Grafschaft Leiningen-Billigheim infolge der Errichtung des Rheinbunds mediatisiert und als Standesherrschaft dem Großherzogtum Baden angegliedert. Damit verlor Graf Wilhelm Carl seine Regierungsrechte sowie Sitz und Stimme im Reichsfürstenrat.

## Familie
Am 21. November 1787 heiratete Graf Wilhelm Carl die Gräfin Eleonore von Bretzenheim (* 1771; † 1832), Tochter des Kurfürsten Karl Theodor von der Pfalz und Bayern. Sie verabscheute ihren Gemahl, der 34 Jahre älter war, zudem hatte sie diverse Liebesverhältnisse. Die Ehe wurde 1801 durch ein republikanisches Tribunal in Mainz geschieden, dessen Legitimität Graf Wilhelm Carl allerdings bestritt. Grund der Ehescheidung war Eleonores neuerliche Liaison mit einem französischen General.
Aus der Ehe gingen zwei Töchter und zwei Söhne hervor:
- Elisabeth Auguste Margareta (* 1790; † 1874) war seit 1811 verheiratet mit Freiherr Karl Ludwig Stockhorner von Starein (* 1773; † 1843)
- Maria Anna Karoline Amalie (* 1792; † 1831) war seit 1811 verheiratet mit Maximilian Freiherr von Berlichingen (* 1787; † 1847)
- Karl Theodor (* 1794; † 1869) war seit 1822 verheiratet mit Maria Anna Gräfin von und zu Westerholt-Gysenberg (* 1802; † 1852)
- Maximilian Joseph (* 1796; † 1799)

## Belege und Anmerkungen
1. ↑  Haus Leiningen im Online Gotha von Paul Theroff
2. ↑  Johann Samuel Ersch, Johann Gottfried Gruber: Allgemeine Encyclopädie der Wissenschaften und Künste. Sektion 2, Teil 43, 1889, Artikel „Leiningen“; Auszug aus der Quelle
3. ↑  Johann Ludwig Klüber: Abhandlungen und Beobachtungen für Geschichtskunde, Staats- und Rechtwissenschaften. Band 2, Frankfurt am Main 1834; (Digitalscan)
4. ↑  Karl Friedrich Dieck: Die Gewissensehe, Legitimation durch nachfolgende Ehe und Missheirath, nach ihren Wirkungen auf die Folgefähigkeit der Kinder in Lehen und Fideicommissen. Halle 1838; (Digitalscan)

| Personendaten    | Personendaten                              |
| ---------------- | ------------------------------------------ |
| NAME             | Leiningen-Guntersblum, Wilhelm Carl zu     |
| ALTERNATIVNAMEN  | Leiningen-Billigheim, Wilhelm Carl Graf zu |
| KURZBESCHREIBUNG | Reichsgraf, badischer Standesherr          |
| GEBURTSDATUM     | 5. Juli 1737                               |
| STERBEDATUM      | 26. Januar 1809                            |